# New Bottle, Old Wine
New Bottle, Old Wine – The Great Jazz Composers Interpreted by Gil Evans and His Orchestra – so der vollständige Titel – ist ein Jazz-Album von Gil Evans. Es wurde am 9. April, 2. Mai und 26. Mai 1958 in New York City aufgenommen und auf Pacific Jazz Records veröffentlicht.

## Das Album
Nach Gil Evans and Ten, das 1957 bei Prestige erschien, war New Bottle, Old Wine das zweite Album des Bandleaders, Arrangeurs, Komponisten und Pianisten Gil Evans unter eigenem Namen. Die Sessions kamen zustande, nachdem George Avakian aus gesundheitlichen Gründen seinen Posten als A&R-Direktor bei Columbia Records verlassen hatte und eine Geschäftspartnerschaft mit dem Westküsten-Produzenten Richard Bock einging, der Besitzer des Labels World Pacific Records war. Avakian wurde der Produzent von dessen Sublabel Pacific Jazz New Series und wandte sich an Gil Evans, der ihm sagte, er hätte im Sinne von Miles Ahead einige musikalische Ideen. Evans wollte mit dem Album den jungen Altsaxophonisten Cannonball Adderley herausstellen, der zu dieser Zeit als Musiker im Miles-Davis-Sextett gerade bekannt wurde. Evans stellte auf diesem Album Musik seine bevorzugten Komponisten und Musiker in eigenen Arrangements vor. Er schrieb Arrangements für drei Trompeten, drei Posaunen, Waldhorn und Tuba; Cannonball, zwei weitere Holzbläser und Gitarre, Kontrabass und Schlagzeug vervollständigen das vierzehnköpfige Ensemble.

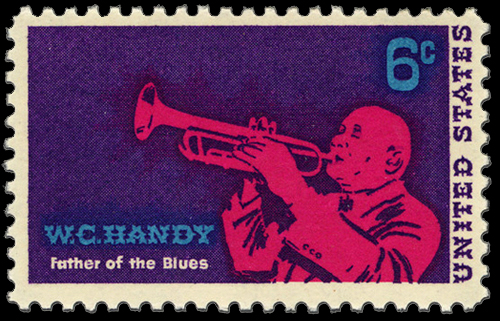
W.-C.-Handy-Briefmarke der Vereinigten Staaten

Das Album bewegt sich chronologisch von W. C. Handy und Jelly Roll Morton über Fats Waller Louis Armstrong, Lester Young zu den Neueren Thelonious Monk, Dizzy Gillespie und Charlie Parker.
Evans passte seine Arrangements insbesondere der Spielweise seines Solisten Cannonball Adderley an, „seinem warmen Sound, seinen bop-orientierten, kaskadenhaften Improvisationen und seiner unermüdlichen Energie“. Den Übergang von Monks ’Round Midnight zu Gillespies Manteca legte er als Suite an, letzteres eine Reminiszenz an Gillespies Big Band der späten 1940er Jahre. Gil Evans’ Arrangement von Parkers Bird Feathers beginnt mit einer von Flöte, gestopfter Trompete und Besen Unisono gespielten Einleitung.
Die Evans-Biographin Stephanie Stein Crease weist darauf hin, dass „die heitere Stimmung stark mit der brodelnden Schönheit von Miles Ahead kontrastiert. Die Rhythmusgruppe – Bassist Paul Chambers und Schlagzeuger Art Blakey bzw. Philly Joe Jones – liefern einen machtvollen Swing in den mittelschnellen und schnellen Nummern.“

## Rezeption
Im AllMusic verlieh Scott Yanow dem Album 4½ Sterne und konstatierte: „This is near-classic music that showed that Gil Evans did not need Miles Davis as a soloist to inspire him to greatness.“
Gerald Lascelles (Jazz Journal) schrieb 1959: „Für einen Mann, der in Kalifornien aufgewachsen ist, ist Evans bemerkenswert unbeeinflusst von der Kenton-Schule und ihren gefährlichen Nebenflüssen. Er hat seine Solisten mit größter Sorgfalt ausgewählt und die Musik, die Sie hören können, auf ihre Arbeit abgestimmt. Es scheint die gleiche poetische, leicht launische Note zu haben, die einen Großteil von Ellingtons zeitgenössischem Schreiben umfasst, obwohl es nicht mit der gleichen Originalität gesegnet ist.“ Lascelles kritisiert Evans’ Unfähigkeit, seine Passagen gekonnt abzuschließen; außerdem bemängelt er seine Solisten, insbesondere Cannonball Adderley und Frank Rehak, von denen er nur wenige herausragende Eindrücke erhalte. Andererseits lobt er: „Einem verführerischen ‚Willow Tree‘ und einem verrückten ‚Midnight‘ stehen feine Blechbläserarbeiten in ‚Struttin’‘ und ‚Bird Feathers‘ gegenüber. Das vielleicht beste Zusammenspiel der versammelten Massen ist Gillespies ‚Manteca‘.“ Man könne diese Musik nicht ignorieren, so Lascelles, „solange sie nicht stereotyp wird. Mit Gil an der Spitze bezweifle ich, dass dies jemals der Fall sein wird.“

## Editionsgeschichte
Das Album erschien auch unter den abweichenden Titeln Cannonball Adderley / Gil Evans – Roots (Pacific Jazz PJ 40, ST 40) bzw. 1975 als Doppel-LP unter Gil Evans – Pacific Standard Time (Blue Note BN-LA 461-H2, gekoppelt mit dem Nachfolgealbum Great Jazz Standards) 2006 erschien die Edition The Complete Pacific Jazz Recordings by Gil Evans; 2011 wurde das Album in der Blue Note’s Collector’s Choice series in limitierter Auflage neu herausgegeben.

## Titelliste
- New Bottle, Old Wine (Pacific Jazz WP 1246, EMI CDP 746855-2, CP 32-5372)
  1. St. Louis Blues (W. C. Handy) – 5:26
  2. King Porter Stomp (Jelly Roll Morton) – 3:19
  3. Willow Tree (Fats Waller, Andy Razaf) – 4:40
  4. Struttin’ With Some Barbeque (Lil Armstrong) – 4:34
  5. Lester Leaps In (Lester Young) – 4:17
  6. ’Round Midnight (Thelonious Monk) – 4:08
  7. Manteca! (Dizzy Gillespie, Gil Fuller, Babs Gonzales) – 5:18
  8. Bird Feathers (Charlie Parker) – 6:57
- Die Titel wurden in New York City am 9. April (Titel 1, 2, 5 & 6), 2. Mai (Titel 3), 21. Mai (Titel 4) und 26. Mai (Titel 7 & 8) 1958 aufgenommen.